# Ann Mitchell
Ann E. Mitchell es una actriz británica, más conocida por haber interpretado a Margaret Samson en la miniserie Widows y actualmente por interpretar a Cora Cross en la serie EastEnders.

## Biografía
En diciembre de 1959 se casó con William Chiles, con quien tuvo un hijo, Sean Chiles (diciembre de 1960). Más tarde se divorciaron. En diciembre de 1965, se casó con Robert Walker, con quien tuvo un hijo: el actor y dramaturgo inglés Ché Walker (1968). La pareja se divorció más tarde.

## Carrera
En 1990 apareció por primera vez en la serie policíaca The Bill, donde interpretó a la señora Alexander en el episodio "Information Received". Un año después interpretó a la señora Cook en "Caring"; en 1994 volvió a aparecer en la serie como Sue Cooper en el episodio "The Road Not Taken", su penúltima aparición en la serie fue en 2000, cuando dio vida a Val Davies en "Zero Tolerance", y finalmente apareció como Doreen Fallon en dos episodios de 2008. En 2009 apareció como invitada en varios episodios de la serie médica Casualty, donde interpretó a Margaret Samson; anteriormente había aparecido por primera vez en la serie en 1990, cuando interpretó a la señora McKenzie durante el episodio "A Will to Die".
El 11 de abril de 2011, se unió al elenco de la serie británica EastEnders, donde interpreta a Cora Cross hasta ahora. Anteriormente, Ann había aparecido por primera vez en la serie en 2001, cuando interpretó a Jane Williams del 26 de noviembre de 2001 al 11 de enero de 2002.

## Patrona
Ann es parte del "Board of Directors of the Equity Trust Fund" y del "The Unity Theatre Trust".
Es patrona del "Clean Break", un teatro de formación para ex-delincuentes mujeres y del "The Landmark" que apoya a personas con VIH y SIDA.

## Filmografía

### Series de televisión
| Año             | Título                        | Personaje               | Notas                                                         |
| --------------- | ----------------------------- | ----------------------- | ------------------------------------------------------------- |
| 2011 - presente | EastEnders                    | Cora Cross              | 324 episodios                                                 |
| 2009            | Casualty                      | Margaret Samson         | 4 episodios                                                   |
| 2008            | The Bill                      | Doreen Fallon           | 2 episodios                                                   |
| 2008            | Heartbeat                     | Iris Grocott            | episodio "Only Make Believe"                                  |
| 2006            | Jane Hall                     | Lilian Ramsey           | 6 episodios                                                   |
| 2001            | Gimme Gimme Gimme             | Miss Twitch             | episodio "Down and Out"                                       |
| 1998            | Supply & Demand               | Caroline                | 2 episodios - miniserie                                       |
| 1998            | Verdict                       | Jueza Jane Harrison     | episodio "The Doctor's Opinion"                               |
| 1998            | Kavanagh QC                   | Mrs. Justice Addis      | episodio "Bearing Witness"                                    |
| 1997            | Alas Smith & Jones            | -                       | episodio # 9.2                                                |
| 1996            | The Detectives                | Superintendente Simmons | episodio "Sacked"                                             |
| 1995            | She's Out                     | Margaret Samson         | 6 episodios - miniserie                                       |
| 1994            | Frank Stubbs Promotes         | Mrs. Laker              | episodio "Chinatown"                                          |
| 1993            | Harry                         | Moncin                  | episodio # 1.6                                                |
| 1993            | Growing Pains                 | -                       | episodio "Till the Clouds Roll By"                            |
| 1992            | Maigret                       | Moncin                  | episodio "Maigret Sets a Trap"                                |
| 1992            | Taggart                       | Annie Gilmore           | episodio "Nest of Vipers"                                     |
| 1988            | Bergerac                      | Lola Betts              | episodio "Whatever Lola Wants"                                |
| 1986            | Unnatural Causes              | Morved                  | episodio "Window, Sir?"                                       |
| 1986            | Widows 2                      | Margaret Samson         | 6 episodios - miniserie                                       |
| 1983            | Widows                        | Margaret Samson         | 6 episodios - miniserie                                       |
| 1981            | Sunday Night Thriller         | Miss. Grindley          | 2 episodios                                                   |
| 1979            | BBC2 Play of the Week         | Madre                   | episodio "A Light That Shines"                                |
| 1978            | Angels                        | Hermana Huntley         | episodio "Human Error"                                        |
| 1978            | The Prime of Miss Jean Brodie | Miss Michaels           | episodio "Newcastle"                                          |
| 1975 - 1976     | Within These Walls            | Kathleen Marsh          | 3 episodios                                                   |
| 1976            | Killers                       | Mrs. Harrison           | episodio "The Crumbles Murder"                                |
| 1975            | Crown Court                   | Mrs. Vera Chadwick      | 3 episodios                                                   |
| 1975            | Upstairs, Downstairs          | Mujer Militante         | episodio "A Place in the World"                               |
| 1973            | Play for Today                | Oficial                 | episodio "Highway Robbery"                                    |
| 1967            | Hobson's Choice               | Ada Figgins             | episodio # 1.1                                                |
| 1966            | Talking to a Stranger         | Madre                   | miniserie                                                     |
| 1966            | Thirty-Minute Theatre         | Pat                     | episodio "Friday Night's the Best Nigh"                       |
| 1966            | Dixon of Dock Green           | Mrs. Stubbings          | episodio "Face at the Window"                                 |
| 1965            | The Wednesday Play            | Marie                   | episodio "Up the Junction"                                    |
| 1965            | Monitor                       | Vecina                  | episodio "Always on Sunday"                                   |
| 1964            | Z Cars                        | Mrs. Napier             | episodio "Lucky Partners"                                     |
| 1964            | Diary of a Young Man          | Eileen                  | episodio "Marriage"                                           |
| 1964            | Catch Hand                    | Helen Woods             | episodio "Because It Was There"                               |
| 1958            | BBC Sunday-Night Theatre      | -                       | episodio "Television World Theatre: The Government Inspector" |

### Películas
| Año  | Título                    | Personaje          | Notas                                                                                   |
| ---- | ------------------------- | ------------------ | --------------------------------------------------------------------------------------- |
| 2013 | Titus                     | Marina             | junto a Ron Cephas Jones, Marianne Oldham, Jasmine Cephas Jones, Ian Shaw & Ricky Champ |
| 2013 | Dragonfly                 | Margaret Grosvenor | junto a Andrew Tiernan, Mark Wingett, Ramon Tikaram, Lucinda Rhodes-Flaherty & Joe Egan |
| 2011 | The Deep Blue Sea         | Mrs. Elton         | junto a Karl Johnson, Rachel Weisz, Simon Russell Beale & Tom Hiddleston                |
| 2011 | Postcode                  | Maggie             | junto a Mohammed George, Danny Nutt, Con O'Neill & Nadim Sawalha                        |
| 2008 | Manolete                  | Doña Angustias     | junto a Adrien Brody, Penélope Cruz, Nacho Aldeguer, Pedro Casablanc & Juan Echanove    |
| 2006 | Some Break                | -                  | corto - junto a Simon Callow, Jeanie Gold, Mary Plazas & Adam Tedder                    |
| 2005 | What's Your Name 41?      | Joanna Castelloe   | junto a Con O'Neill, Peter Straker, Bhasker Patel & Linette Beaumont                    |
| 2004 | Tunnel of Love            | Rita               | junto a Cristian Solimeno, Josephine Butler, Mark Heap & Nigel Lindsay                  |
| 2001 | Tantalus: Behind the Mask | Hecuba/Aethra      | junto a Alan Dobie, Greg Hicks, Annalee Jefferies, Robert Petkoff & David Ryall         |
| 2000 | Summer in the Suburbs     | Mulligan           | junto a Ryan Davenport, Sam Troughton, Craig Vye & Tobias Menzies                       |

### Teatro
| Año  | Título                   | Personaje        | Director (a)       | Teatro                       | Notas                                                         |
| ---- | ------------------------ | ---------------- | ------------------ | ---------------------------- | ------------------------------------------------------------- |
| 2005 | Who's Life is It Anyway? | Hermana Anderson | -                  | Comedy Theatre               | -                                                             |
| 1987 | Old Year's Eve           | -                | Sarah Pia Anderson | The Pit Theatre              | junto a Reece Dinsdale                                        |
| 1984 | Cornelia                 | -                | -                  | -                            | -                                                             |
| 1984 | The White Devil          | -                | -                  | Greenwich Theatre            | -                                                             |
| 1978 | Mary Barnes              | -                | Peter Farago       | Birmingham Repertory Theatre | junto a Patti Love, Timothy Spall, Roger Allam & Simon Callow |
| 1975 | Ashes                    | -                | -                  | Gardner Centre Theatre       | junto a Ian McKellen, Gemma Jones & Paul Shelley              |
| -    | Through the Leaves       | -                | -                  | Duchess Theatre              | -                                                             |

## Premios y nominaciones
| Año  | Categoría                                                  | Premio                                | Serie/Obra         | Resultado |
| ---- | ---------------------------------------------------------- | ------------------------------------- | ------------------ | --------- |
| 2013 | Best Older Person's Character in a Film, TV or Radio Drama | Older People in the Media Award       | EastEnders         | Nominada  |
| 2004 | Best Actress                                               | Theatre Award                         | Through the Leaves | Nominada  |
| 2003 | Best Actress                                               | London Evening Standard Theatre Award | Through the Leaves | Nominada  |